# Arthur Gundaccar von Suttner

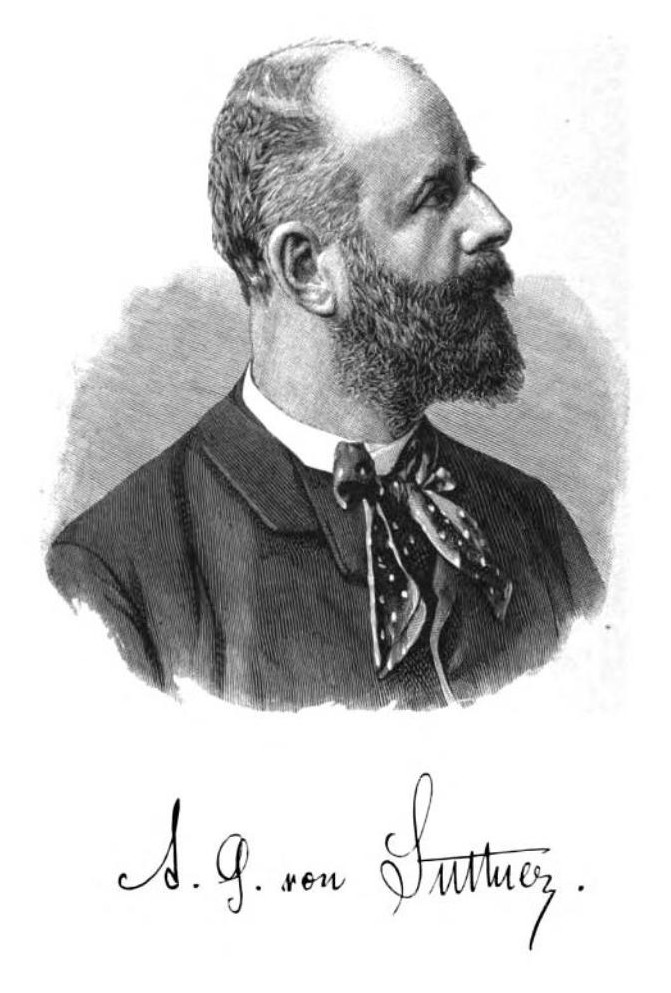
Arthur Gundaccar von Suttner

Arthur Gundaccar Joseph von Suttner (geboren 21. Februar 1850 in Wien, Kaisertum Österreich; gestorben 10. Dezember 1902 Schloss Harmannsdorf) war ein österreichischer Schriftsteller und Pazifist.

## Leben
Gundaccar (Namensvariante von Gundaker) von Suttner heiratete am 12. Juni 1876 Gräfin Bertha Kinsky von Wchinitz und Tettau (1843–1914) und wurde daraufhin, da seine Eltern der Hochzeit entgegenstanden, enterbt. Zusammen mit seiner Frau Bertha von Suttner (sie erhielt 1905 als erste Frau den Friedensnobelpreis) lebte er zunächst acht Jahre im Kaukasus. Nach zahlreichen Gelegenheitsarbeiten gelang es ihm, sich als Autor von Romanen zu etablieren.
Nach seiner Rückkehr versöhnte er sich mit seiner Familie und das Ehepaar lebte auf dem elterlichen Anwesen in Harmannsdorf im Waldviertel, wo sie auch Gundaccars Nichte Marie von Suttner (richtig Maria Louise) aufnahmen, mit der er zum Leidwesen seiner Frau jahrelang eine Liebesbeziehung unterhielt. In ihrem Roman „Wie es Licht geworden!“, Verlag Pierson 1898, verarbeitete Marie von Suttner diese Zeit und widmete das Buch: „Meiner lieben Tante und Lehrmeisterin Bertha von Suttner zugeeignet. Harmannsdorf, im Frühjahr 1898.“
Als Pazifist gründete er einen Verein zur Abwehr des Antisemitismus in Österreich. Die erste öffentliche Versammlung fand am 2. Juli 1891 statt. Zudem unterzeichnete er den Aufruf Heinrich Rickerts gegen Antisemitismus in Deutschland im Jahr 1890.

## Schriften (Auswahl)
Aufsätze
- Die europäische Civilisationsarbeit. In: Neue Deutsche Rundschau, Jg. 11 (1900), ISSN 0028-3347.

Erzählungen
- Nichts Ernsthaftes. Kleine Geschichten. G. Piersons Verlag, Dresden 1895[4].
- Daredjan. Mingrelisches Sittenbild. 2. Aufl. G. Piersons Verlag, Dresden 1896.

Romane
- Anderl. G. Piersons Verlag, Dresden 1889 (2 Bde.).
- Schamyl. Deutsche Verlags-Anstalt, Stuttgart 1890.
- Die Adjaren. Deutsche Verlags-Anstalt, Stuttgart 1890.
- Djambek the Georgian, A Tale of Modern Turkey. Cambridge Scholars Publ., Cambridge 2010, ISBN 1-150-90490-9 (Nachdr. d. Ausg. New York 1890; übersetzt durch H. M. Jewett).
- Der böse Geist. J. Bensheimer  Verlag, Mannheim 1893 (2 Bde.)
- Um jeden Preis! G. Piersons Verlag, Dresden 1895.
- Kinder des Kaukasus. G. Piersons Verlag, Dresden 1890/91 (2 Bde.).
- Eine moderne Ehe. Kessinger Publishing 2010, ISBN 1-1684-4606-6 (Nachdr. d. Ausg. Dresden 1895).
- Sein Verhängnis. Hillger, Berlin 1897 (Kürschners Bücherschatz; 44).
- Gebrandmarkt. Hillger, Eisenach 1898 (Kürschners Bücherschatz; 104).
- Scharfeneck. Hillger, Berlin 1900 (Kürschners Bücherschatz; 220).
- Dory's Roman. Hillger, Berlin 1903 (Kürschners Bücherschatz; 330).
- Im Zeichen des Trusts. Hillger, Berlin 1915 (früherer Titel: Im Zeichen der Macht. Ein Industrieroman).